# Kvakoš
Kvakoš je český název pro dva rody brodivých volavkovitých ptáků, Nycticorax a Gorsachius. V odborné literatuře se můžeme setkat s označením této skupiny jako tribu Nycticoracini. V současnosti žije sedm druhů kvakošů, několik dalších jich ale v historické době vymřelo. V Česku se vyskytuje kvakoš noční. Spolu s volavčíkem (někdy nazývaným také kvakoš člunozobý) tvoří kvakoši podčeleď Nycticoracinae.

## Druhy
- rod Nycticorax
  - kvakoš africký (Nycticorax leuconotus)
  - kvakoš noční (Nycticorax nycticorax)
  - kvakoš rezavý (Nycticorax caledonicus)
  - kvakoš žlutočelý (Nycticorax violaceus) – někdy řazen do rodu Nyctanassa
  - †kvakoš Duboisův (Nycticorax duboisi)
  - †kvakoš mauricijský (Nycticorax mauritianus)
  - †kvakoš rodriguezský (Nycticorax megacephalus)
  - †Nycticorax carcinocatactes – někdy řazen do rodu Nyctanassa
  - †Nycticorax olsoni
  - †Nycticorax kalavikai – fosilní druh
- rod Gorsachius
  - kvakoš indomalajský (Gorsachius melanolophus)
  - kvakoš japonský (Gorsachius goisagi)
  - kvakoš pestrý (Gorsachius magnificus)
  - †Gorsachius caledonicus – někdy řazen do rodu Nycticorax; vymřel roku 1890